# Ophiostoma ainoae
Ophiostoma ainoae är en svampart som beskrevs av H. Solheim 1986. Ophiostoma ainoae ingår i släktet Ophiostoma och familjen Ophiostomataceae.  Artens status i Sverige är: Ej påträffad. Inga underarter finns listade i Catalogue of Life.